# سيرجي فولكوف
سيرجي فولكوف (بالروسية: Сергей Викторович Волков)‏ هو لاعب شطرنج روسي، ولد في 7 فبراير 1974 في سارانسك في روسيا.

## وصلات خارجية
- سيرجي فولكوف على موقع الاتحاد الدولي للشطرنج (الإنجليزية)
- سيرجي فولكوف على موقع مباريات الشطرنج (الإنجليزية)
- سيرجي فولكوف على موقع 365Chess.com (الإنجليزية)
- سيرجي فولكوف على موقع Chesstempo.com (الإنجليزية)
- سيرجي فولكوف سجل أولمبياد الشطرنج على موقع OlimpBase.org (الإنجليزية)